# Safarowo (rejon uczaliński)
Safarowo (ros. Сафарово) – wieś (sieło) w Rosji, w Baszkortostanie, w rejonie uczalińskim. W 2010 liczyła 1410 mieszkańców.